# Nevyhodnocený taxon
Nevyhodnocený taxon (ve zkratce NE, z anglického Not Evaluated) je stupeň ohrožení podle červeného seznamu IUCN. Jde o taxony, u kterých není dostatek dat k určení stupně ohrožení.

## Příklady
- amur bílý
- bazilišek zelený